# Kanin (schiereiland)

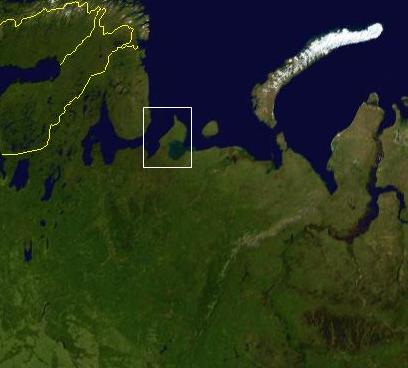
Locatie in Noordwest-Rusland

Kanin (Russisch: Канин полуостров; Kanin poloeostrov) is een groot schiereiland in het noorden van Europees Rusland gelegen in het noorden van het Russische autonome district Nenetsië. Het schiereiland scheidt het noordelijke deel van de Witte Zee in het westen van de ondiepe Tsjosjabaai van de Barentszzee in het oosten. Het schiereiland heeft een oppervlakte van ongeveer 10.500 km² en een lengte van noord naar zuid van meer dan 300 kilometer.
Op het bredere noordelijke deel bevindt zich de Kanin-Kamen; een tot 242 meter hoge plateauvormige heuvelrug, gevormd door gekristalliseerde leisteen. Deze heuvelrug loopt uit op het noordwestelijkste punt; Kaap Kanin Nos. Het uiterste zuidoostelijke punt van het noordelijke deel wordt Kaap Mikoelkin genoemd.
Het zuidelijke deel bestaat vooral uit vlak laaggelegen moerasachtig toendragebied gecombineerd met uitgewassen glaciale en zeeafzettingen met hiervan gescheiden moreneheuvels met een hoogte van 70 tot 80 meter.
Op het schiereiland liggen de plaatsen Nes, Tsjizja, Konoesjin Nos, Kija, Sjojna, Kanin Nos, Jazjma, Vostotsjnaja Kambalnitsa en Mikoelkin Nos.